# Cal Manyaneta
Cal Manyaneta és una obra d'Artesa de Lleida (Segrià) protegida com a Bé Cultural d'Interès Local.

## Descripció
Es tracta d'un auster edifici rural, amb estructura i composició de façana originals amb una crugia molt reduïda. Està afrontat al carrer dels Gallarts i presenta una porta adovellada principal i una obertura molt petita a cada un dels dos pisos superiors.